# Alexander Maniatis
Alexander Maniatis, pseudonimo di Adolph Jacobus De Beer (Pretoria, 27 dicembre 1985), è un attore sudafricano noto principalmente per il ruolo di Krahador/Kuro nell'adattamento live action di One Piece di Netflix.

## Biografia
Alexander Maniatis è nato a Pretoria, in Sudafrica, venendo cresciuto bilingue inglese e afrikaans. Dopo aver studiato grafica e fotografia presso la Tshwane University of Technology, ha deciso di dedicarsi alla carriera recitativa, prendendo parte a produzioni quali The Young Pope, 7de Laan, Warrior e Ragazze elettriche, oltre che nel film Love, Lies and Hybrids.
Nel 2023 ha interpretato Krahador/Kuro nella serie Netflix One Piece.

## Filmografia

### Cinema
- H-49, regia di Christopher Grant Harvey – cortometraggio (2006)
- Lilies Not for Me, regia di Will Seefried (2024)
- G20, regia di Patricia Riggen (2025)

### Televisione
- Die Boland Moorde – serie TV, episodio 2x06 (2013)
- The Young Pope – serie TV, episodio 1x08 (2016)
- Ice – serie TV, 2 episodi (2018)
- 7de Laan – serie TV, 2 episodi (2019)
- Sara se Geheim – serie TV, episodio 3x03 (2020)
- Arendsvlei – serie TV, 2 episodi (2020)
- Projek Dina – serie TV, 2 episodi (2020)
- Warrior – serie TV, episodio 2x08 (2021)
- Asseblief & Dankie, regia di Tertius Kapp – film TV (2021)
- Love, Lies and Hybrids, regia di Amanda Lane – film TV (2021)
- Die Lang Langnaweek: Die Verjaarsdag, regia di Lizé Vosloo – film TV (2021)
- Ragazze elettriche (The Power) – episodio 1x05 (2022)
- One Piece – serie TV, 2 episodi (2023)

## Doppiatori italiani
Nelle versioni in italiano delle opere in cui ha recitato, Alexander Maniatis è stato doppiato da:
- Gabriele Sabatini in One Piece